# لوبلین (آلکالوئید)
لوبلین (انگلیسی: Lobeline) دارویی است که مرکز تنفسی را تحریک می‌کند و یک آلکالوئید موجود در گیاهان یک ساله از جنس لبلیا است و به روش مصنوعی به دست می‌آید. در پزشکی از تزریق داخل وریدی یا عضلانی محلول لوبلین هیدروکلراید استفاده می‌شود.
این دارو در صورت خفگی نوزادان، مسمومیت با مواد مخدر، مونواکسید کربن و سینه‌پهلو تجویز می‌شود.